# Rock sudiste
Le rock sudiste, ou Southern rock, est un sous-genre de musique rock ayant émergé pendant les années 1960 et un genre d'Americana. Il se développe dans le Sud des États-Unis des scènes rock 'n' roll, country, et blues, généralement centré sur la guitare et la batterie.

## Histoire

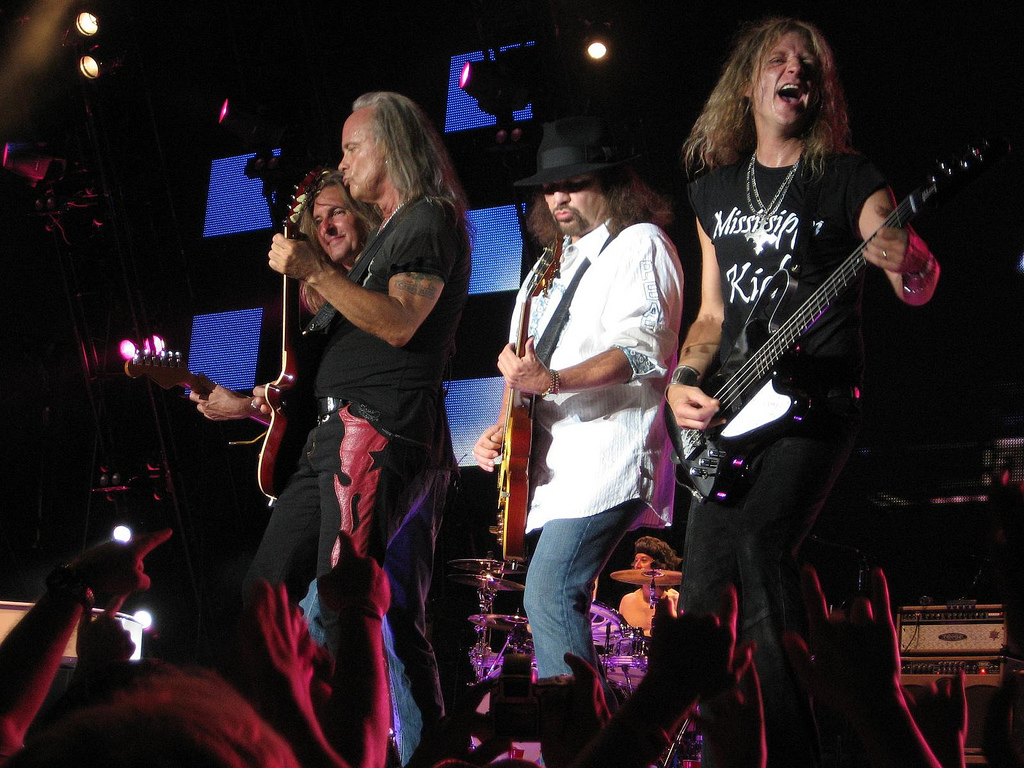
Lynyrd Skynyrd.

Aux origines du rock, le Sud des États-Unis est omniprésent, d'Elvis Presley à Jerry Lee Lewis, en passant par Little Richard. Les années 1960 changent la donne avec la vague britannique puis la montée en puissance du folk et du rock psychédélique qui mettent en avant des villes comme New York, Los Angeles ou San Francisco.
Originaire de Géorgie, The Allman Brothers Band, qui débute avec son blues rock en 1969, tente de remonter aux racines du blues en l'agrémentant de longs solos et de parties de guitares harmonisées (souvent en tierce ou en quinte) entre Dickey Betts et Duane Allman, à la manière des jams de jazz. Ils introduisent également dans leur musique de la country et du folk et l'omniprésence de la guitare slide et peuvent-être donc être considérés comme les précurseurs du rock sudiste.
Mais c'est avec l'apparition de Lynyrd Skynyrd que ce mouvement musical va être reconnu véritablement comme tel, notamment du fait que le groupe, sur le conseil de sa maison de disques, va s'afficher sur scène devant le drapeau confédéré. Lynyrd Skynyrd est également la première formation de rock sudiste à injecter du rock anglais (influences de Free, Yardbirds, Cream) dans un style à la base marqué uniquement par les divers versants de la musique américaine (blues, country, rhythm and blues, jazz). Lynyrd Skynyrd sera également le premier groupe de rock sudiste à présenter de front trois guitaristes solistes (Gary Rossington, Allen Collins, Ed King puis Steve Gaines à partir de 1976), formule qui sera reprise par d'autres formations sudistes par la suite (Molly Hatchet, Outlaws, etc.), mais jamais avec une telle réussite.
À partir des années 1970, de nombreux groupes vont utiliser les bases posées par ces deux formations pour générer une musique souvent dominée par d'omniprésentes chevauchées de guitares et interprétée par des formations en général assez importantes où les instruments sont régulièrement doublés, voire triplés (notamment les guitares) permettant ainsi d'augmenter les possibilités harmoniques et les dialogues entre les instruments. Les groupes de rock sudiste se caractérisent également en général par un affichage marqué de leur identité culturelle, en référence au dixieland, avec une image parfois rurale en complète contradiction avec les origines souvent urbaines des musiciens, le mythe du cow-boy restant encore porteur au vingtième siècle. Les autres formations les plus célèbres du genre sont ou ont été The Marshall Tucker Band, Charlie Daniels Band, Wet Willie, Grinderswitch, The Outlaws, Atlanta Rhythm Section, .38 Special, Blackfoot, Molly Hatchet, Point Blank, Black Oak Arkansas, Rossington Collins Band et Dickey Betts, Sea Level plus jazz rock que les autres, notamment.
ZZ Top, trio texan dont les membres sont fiers de leurs images de cowboys du Rio Grande, a été parfois assimilé à ce mouvement musical sudiste, mais doit en être distingué tant sur un plan culturel (les influences latino-américaines propres au Texas sont omniprésentes notamment dans les premiers albums) que musical (la formule du power trio ne correspond pas vraiment aux archétypes du rock sudiste). Le leader du groupe, Billy Gibbons, avait d'ailleurs mis les choses au point en ce sens lors d'une interview à un journal français au début des années 1980. Aujourd'hui[Quand ?], quelques groupes comme Georgia Satellites, The Black Crowes, Gov't Mule ou encore le Derek Trucks Band perpétuent par certains aspects le « son sudiste » sans toutefois se reconnaître de ce mouvement musical.

## Artistes représentatifs
Les musiciens représentatifs du genre incluent : .38 Special, Alligator Stew, The Allman Brothers Band, Duane Allman, Gregg Allman, Atlanta Rhythm Section, Dickey Betts & Great Southern, Betts, Hall, Leavell, Trucks, Blackberry Smoke, Blackfoot, Black Oak Arkansas, The Danny Joe Brown Band, Toy Caldwell, Catawompus, The Allen Collins Band, The Charlie Daniels Band, Doc Holliday, Eat a Peach, Grinderswitch, Hydra, LeRoux, Lynyrd Skynyrd, Mama's Pride, The Marshall Tucker Band, Molly Hatchet, The Outlaws, Point Blank, Rossington Collins Band, Sea Level, Two Guns, Wet Willie et The Winters Brothers Band.

## Sources
- The Rolling Stone Illustrated History of Rock & Roll, Random House, 1980. "Southern Rock" entry by Joe Nick Patoski;  (ISBN 0-394-73938-8).
- Kemp, Mark. Dixie Lullaby: A Story of Music, Race and New Beginnings in a New South, New York, New York: Free Press/Simon & Schuster, 2004, p. 17;  (ISBN 0-7432-3794-3).